# Запас на зиму
«Запас на зиму» (англ. Winter Storage) — американский короткометражный мультфильм 1949 года, срежиссированный Джеком Ханной. Будучи частью серии мультфильмов про Дональда Дака, короткометражка была создана с помощью техниколора компанией Walt Disney Productions и выпущен RKO Pictures 3 июня 1949 года.
По сюжету, Дональд Дак вновь вступает в конфронтацию с бурундуками Чипом и Дейлом, которые крадут его жёлуди, когда тот сажает деревья. Кларенс Нэш озвучил Дональда Дака, а Джимми Макдональд и Десси Флинн — Чипа и Дейла. Музыку к мультфильму написал Оливер Уоллес.

## Сюжет
Чип и Дейл не могут собрать достаточно желудей в рамках подготовки к зимней спячке, поскольку кто-то другой уже забрал все орехи. Вскоре бурундуки замечают Дональда Дака, работающего парковым рейнджером, который засеивает поляну. Увидев большой мешок с желудями, Чип и Дейл решают украсть орехи Дональда. Им удаётся сбежать с мешком (несмотря на то, что первоначально Дейл по ошибке как и Дональд начинает закапывать орехи), однако Дак замечает пропажу и отбирает мешок обратно, после чего хитростью заманивает Чипа и Дейла в ловушку с падающей коробкой, поместив под неё жёлудь. В то время как бурундуки начинают спорить друг с другом, Дональд находит происходящее забавным и провоцирует друзей на драку.
В конечном итоге бурундуки примиряются и возвращаются к погоне за орехами. Дональд загораживает проход в дерево, чтобы жёлуди не попали внутрь. Затем Чип и Дейл подбирают хоккейные клюшки. Полагаясь на командую работу и естественные хоккейные навыки, бурундуки обыгрывают Дональда в его любимом виде спорта и, наконец, заваливают его множеством желудей, которые затем попадают в дерево. Ошарашенный Дональд стучится в дверь и забрасывает в дупло последний жёлудь, после чего начинает смеяться, возомнив себя победителем, тогда как Чип и Дейл приходят к выводу, что Дональд сошёл с ума.

## Роли озвучивали
- Джимми Макдональд — Чип
- Десси Флинн — Дейл
- Кларенс Нэш — Дональд Дак

## Издания
11 декабря 2007 года мультфильм был выпущен в составе сборника Walt Disney Treasures: The Chronological Donald, Volume Three: 1947-1950.